# Psallus albicinctus
Psallus albicinctus is een wants uit de familie van de blindwantsen (Miridae). De soort werd het eerst wetenschappelijk beschreven door Carl Ludwig Kirschbaum in 1856.

## Uiterlijk
De licht okergele wants is macropteer (langvleugelig) en kan 2,5 tot 3 mm lang worden. De vrouwtjes zijn ovaal van vorm, de mannetjes zijn langwerpig ovaal. Het lichaam is bedekt met zowel goudglanzende als zwarte haartjes. De kop en het halsschild hebben kleine bruine puntjes, over het halsschild en het scutellum loopt een lichte middenstreep. Het einde van het hoornachtige deel van de voorvleugels, (de cuneus) is rood en heeft aan het begin een groot wit gedeelte en aan het einde een witte punt. Het grijze doorzichtige gedeelte van de vleugels heeft witte aders. Van de pootjes zijn de dijen geel met oranjegele vlekjes en de schenen geelwit. De antennes zijn ook geheel geelwit.

## Leefwijze
De soort komt de winter door als eitje en er is één enkele generatie in het jaar. De volgroeide dieren kunnen van april tot augustus langs bosranden en in tuinen gevonden worden op wintereik (Quercus petraea) en zomereik (Quercus robur). 

## Leefgebied
De soort is algemeen in Nederland. Het leefgebied is Palearctisch, de soort komt voornamelijk in Europa voor. 